# Prima Lega 2009-2010 (Kuwait)
La Kuwait Premier League 2011-2012 è stata la 48ª edizione della massima competizione nazionale per club del Kuwait; la squadra campione in carica era l'Al-Qadisiya Sports Club, che si è riconfermato anche per questa stagione.
Alla competizione hanno preso parte otto squadre.

## Classifica
|                   | Pos. | Squadra        | Pt | G  | V  | N | P  | GF | GS | DR  |
| ----------------- | ---- | -------------- | -- | -- | -- | - | -- | -- | -- | --- |
| Kuwait (bandiera) | 1.   | Al-Qadisiya    | 48 | 21 | 15 | 3 | 3  | 49 | 14 | +35 |
|                   | 2.   | Kuwait SC      | 46 | 21 | 14 | 4 | 3  | 42 | 16 | +26 |
|                   | 3.   | Al-Naser       | 41 | 21 | 12 | 5 | 4  | 29 | 21 | +8  |
|                   | 4.   | Kazma          | 37 | 21 | 11 | 4 | 6  | 40 | 26 | +14 |
|                   | 5.   | Al-Arabi       | 30 | 21 | 7  | 9 | 5  | 31 | 17 | +14 |
|                   | 6.   | Al-Salmiya     | 20 | 21 | 5  | 5 | 11 | 24 | 44 | −20 |
|                   | 7.   | Al-Tadamon     | 8  | 21 | 2  | 2 | 17 | 13 | 45 | −32 |
|                   | 8.   | Al Salibikhaet | 6  | 21 | 2  | 0 | 19 | 15 | 60 | −45 |

Legenda:

      Campione del Kuwait e ammessa alla Coppa dell'AFC 2011

      Ammesse alla Coppa dell'AFC 2011

      Retrocessa in Kuwait Second Division 2010-2011

Note:
Tre punti a vittoria, uno a pareggio, zero a sconfitta.